# Sewerskaja
Sewerskaja (russisch Се́верская) ist eine Staniza in der Region Krasnodar (Russland) mit 24.867 Einwohnern (Stand 14. Oktober 2010).

## Geographie
Die Staniza liegt am Nordrand des westlichen Teils des Großen Kaukasus, etwa 30 Kilometer Luftlinie südwestlich des Regionsverwaltungszentrums Krasnodar. Nördlich der Staniza erstreckt sich die vom Kuban durchflossene Ebene, unmittelbar südlich erhebt sind die erste Kette der Vorberge des Kaukasus auf gut 300 m Höhe. Sewerskaja wird von Flüsschen Ubin durchquert, das gut 10 Kilometer nordöstlich in den Schapsugskoje-Stausee des linken Kuban-Nebenflusses Afips mündet.
Sewerskaja ist Verwaltungszentrum des gleichnamigen Rajons Sewerskaja (Sewerski). Zur gleichnamigen Landgemeinde (Selskoje posselenije Sewerskoje) gehören neben der Staniza noch die umliegenden Weiler Bondarenko, Bontschkowski, Naumenkow, Nowoalexejewski, Swobodny und Wolikow sowie die Siedlungen Possjolok 8 Marta und Predgorny.

## Geschichte
Die Staniza wurde 1864 gegründet, als Saporoger Kosaken zur Festigung der russischen Positionen in der Region gegen Ende des Krieges gegen die Tscherkessen (Adyge) in das Gebiet umgesiedelt wurden.
Im Rahmen einer Verwaltungsreform wurde Sewerskaja am 19. Juli 1924 erstmals Verwaltungszentrum eines Rajons, der später zwischenzeitlich aufgelöst wurde.
Im Zweiten Weltkrieg wurde Sewerskaja Mitte August 1942 während der Sommeroffensive („Fall Blau“) der deutschen Wehrmacht von deren 17. Armee eingenommen. Anfang-Mitte Februar 1943 kam im Bereich der Staniza der schnelle Vormarsch der Roten Armee nach ihrer Nordkaukasischen Operation und der Rückeroberung Krasnodars zum Stehen; im Verlauf des Frühjahrs 1943 konnten die Kräfte der Wehrmacht im Kuban-Brückenkopf nur langsam von dort in Richtung Krymskaja zurückgedrängt werden. Die Kämpfe um die Staniza dauerten vom 12. bis 18. Februar 1943.

### Bevölkerungsentwicklung
| Jahr | Einwohner |
| ---- | --------- |
| 1897 | 3.737     |
| 1939 | 8.272     |
| 1959 | 11.342    |
| 1970 | 14.369    |
| 1979 | 16.865    |
| 1989 | 19.707    |
| 2002 | 22.557    |
| 2010 | 24.867    |

Anmerkung: Volkszählungsdaten

## Wirtschaft und Infrastruktur
Sewerskaja ist Zentrum eines Landwirtschaftsgebietes (Anbau von Weizen, Reis, Tabak, Obst und Gemüse sowie Rinder- und Schweinehaltung) mit einigen Betrieben der Lebensmittelindustrie.
Die Staniza liegt an der von der Sewero-Kawkasskaja schelesnaja doroga betriebenen, 1888 eröffneten, auf diesem Abschnitt 1994 und durchgehend im Jahr 2000 elektrifizierten Eisenbahnstrecke Tichorezkaja – Krasnodar – Krymskaja – Noworossijsk (Streckenkilometer 702 ab Wolgograd). Südlich wird die Staniza von der Fernstraße A146 umgangen, die die M4 bei Krasnodar mit der M25 verbindet und eine Alternativroute zum Schwarzmeerhafen Noworossijsk darstellt.

## Persönlichkeiten
- Dmitri Trusch (* 1973), Turner